# Otto Edvard Westermark
Otto Edvard Westermark, född den 8 maj 1797 i Stockholm, död 27 juni 1849 i Adolf Fredriks församling, Stockholms stad, var en svensk kompositör. Han var far till Gustaf Edvard Westermark.

## Biografi
Westermark skrev 1818 som student vid Uppsala universitet melodin till Tegnérs Kung Karl, den unga hjälte, som av Arrhén von Kapfelman sattes för manskör och blev mycket populär. Han slutade sina dagar som grosshandlare i Stockholm.